# Amina Bouayach

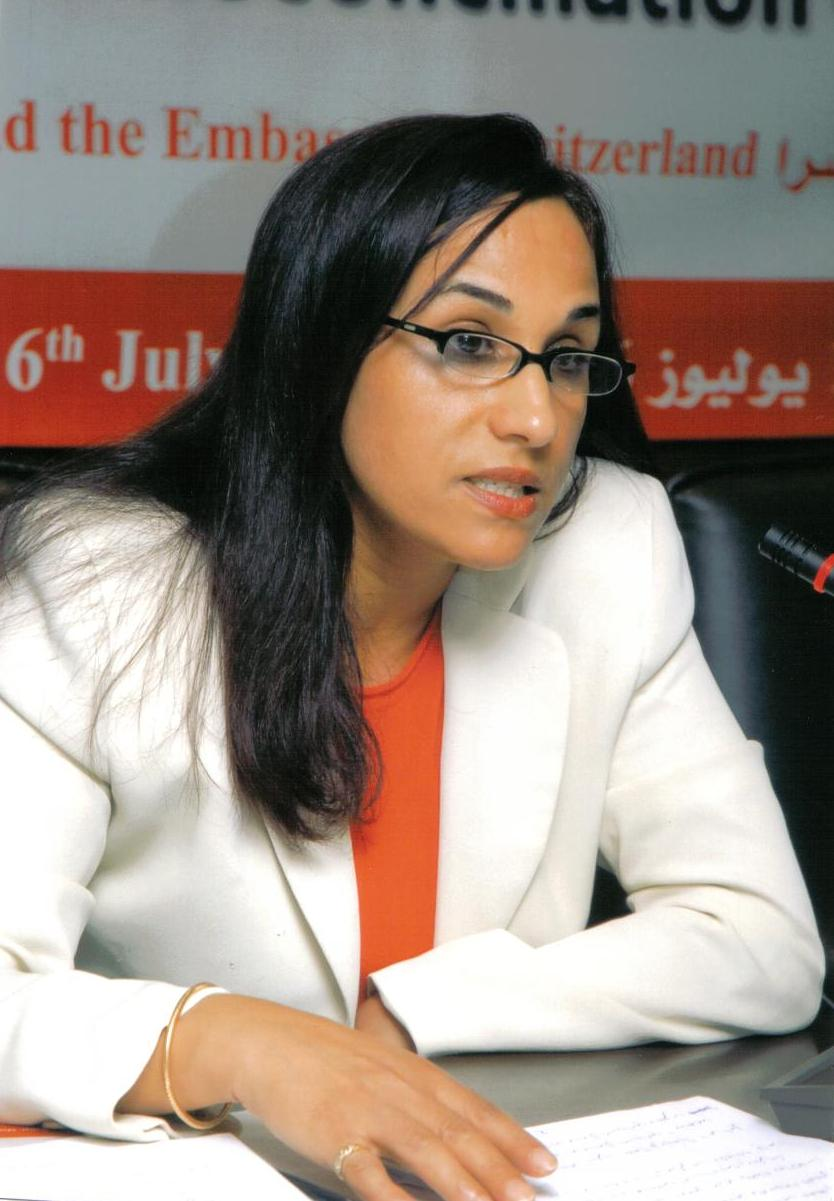
Amina Bouayach, 2008

Amina Bouayach (arabisch أمينة بوعياش, DMG Amīna Būʿayāš; geboren am 10. Dezember 1957 in Tetouan, Marokko) ist eine marokkanische Menschenrechtsaktivistin. Seit 2018 ist sie Präsidentin des marokkanischen Nationalen Rates für Menschenrechte (CNDH; arabisch المجلس الوطني لحقوق الإنسان).

## Biografie
Amina Bouayach erlangte einen Master-Abschluss in Wirtschaftswissenschaft an der Mohammed-V.-Universität.
Sie hatte verschiedene leitende Funktionen in diversen staatlichen und nichtstaatlichen Organisationen. Darunter waren Positionen in den Vereinten Nationen und der Afrikanischen Union.
Bereits in den 1980er-Jahren war sie aktivistisch organisiert, um unter der Herrschaft von Hassan II. für die Rechte politischer Gefangener einzutreten. Sie war Gründungsmitglied der marokkanischen Organisation für Menschenrechte (OMDH).
Im Jahr 2006 wurde Bouayach als erste Frau zur Präsidentin der marokkanischen Organisation für Menschenrechte (OMDH) gewählt. 2013 wurde sie Generalsekretärin der Fédération internationale des ligues des droits de l’Homme (FIDH).
Während der Proteste des Arabischen Frühlings wurde Amina Bouayach Mitglied der Kommission zur Verfassungsreform in Marokko ernannt, für ihr Mitwirken wurde sie mit dem Orden Wissam Al Arch geehrt.
Im Jahr 2016 wurde sie zur Botschafterin Marokkos in Schweden ernannt. Seit 2018 ist sie Präsidentin des marokkanischen Nationalen Rates für Menschenrechte (CNDH).

## Kritik
Für die Positionierung des CNDH hinsichtlich der Proteste von Aktivisten der Hirak-Rif-Bewegung erfuhr Amina Bouayach öffentliche Kritik. Die Hirak-Rif-Bewegung war während der Jahre 2016 und 2017 eine massenhafte Protestbewegung anlässlich des Todes von Mohcine Fikri, dessen Waren durch Behörden konfisziert wurden. Im Verlaufe der Proteste kam es zu gewalttätigen Ausschreitungen und zur Verhaftung unter anderem von der Führungsperson Nasser Zefzafis. Dieser wurde 2018 zu 20 Jahren Haft verurteilt. Ein Bericht der CNDH betrachtet die Inhaftierten nicht als politische Gefangene.

## Auszeichnungen
Für ihr Engagement wurde sie 2014 in die französische Ehrenlegion aufgenommen. Ebenfalls erhielt sie den Orden Wissam Al Arch in den Klassen Offizier und Kommandeur.